# Le Bouchet-Saint-Nicolas

Le Bouchet-Saint-Nicolas este o comună în departamentul Haute-Loire, Franța. În 2009 avea o populație de 233 de locuitori.